# Gambrus amoenus
Gambrus amoenus är en stekelart som först beskrevs av Johann Ludwig Christian Gravenhorst 1829.  Gambrus amoenus ingår i släktet Gambrus och familjen brokparasitsteklar. Inga underarter finns listade i Catalogue of Life.